# Національна ліга професійного боксу України
Національна ліга професійного боксу України — спортивна організація яка регулює професійний бокс в Україні.

## Керівництво
- Президент — Михайло Зав'ялов
- Голова наглядової ради — Юрій Андрійчук
- Віце-президент — Олег Кудеров
- Віце-президент — Аліна Шатернікова
- Віце-президент — Андрей Савчук
- Віце-президент — Дмитро Дячук
- Глава суддівської колегії — Вадим Лавренець
- Керівник кваліфікаційної колегії суддів — Віктор Фесечко
- Представник WBC — Микола Ковальчук
- Керівник тренерської комісії — Ігор Фаніян
- Керівник ветеранського руху — Петро Комаренко